# Lípa v Podemládí
Lípa v Podemládí je památný strom - lípa srdčitá nacházející se severně od obce Borek v okrese Jičín.
- výška: 22 m
- stáří: 300 let
- obvod: 515 cm
- výška: 19 m

- šířka: 24 m[1]

## Památné a významné stromy v okolí
- Bělohradský buk
- Erbenův dub
- Svatojanský jasan
- Lípa v Želejově
- Žižkovy duby